# Антоніу Фонсека
Антоніу Фонсека (порт. António Fonseca, нар. 30 січня 1965, Лісабон) — португальський футболіст, що грав на позиції захисника. По завершенні ігрової кар'єри — тренер. Відомий за виступами за клуб «Бенфіка», а також національну збірну Португалії. Чемпіон Португалії, володар Суперкубка Португалії. Як тренер відомий за роботою з молодіжною та національною збірними Канади.

## Клубна кар'єра
Антоніу Фонсека розпочав виступи на футбольних полях у 1983 році виступами за команду «Кова-да-Пієдаді», в якій грав до 1984 року. У 1984 році футболіст перейшов до клубу «Алкобаса», а в 1985—1987 роках грав у складі команди «Тірсенсе».
У 1987 році Антоніу Фонсека перейшов до лісабонської «Бенфіки», у складу якої грав до 1990 року. За цей час у складі лісабонського клубу Фонсека здобув титули чемпіона Португалії та володаря Суперкубка Португалії.
У 1990 році футболіст перейшов до клубу «Віторія» (Гімарайнш), у якому грав до 1992 року, а з 1992 до 1999 року грав у складі команди «Ештрела». У 1999 році Фонсека перейшов до канадського клубу «Ванкувер Вайткепс», у якому грав до 2001 року, після чого завершив виступи на футбольних полях.

## Виступи за збірну
У 1989—1990 роках Антоніу Фонсека зіграв 4 матчі у складі національної збірної Португалії, в яких забитими м'ячами не відзначився.

## Кар'єра тренера
Відразу після завершення виступів на футбольних полях Антоніу Фонсека розпочав тренерську кар'єру, і в 2002 році очолив тренерський штаб свого останнього як гравця клубу «Ванкувер Вайткепс», у якому працював до 2004 року
У 2007 році Фонсека увійшов до тренерського штабу національної збірної Канади. У 2009 році португальський тренер очолив молодіжну збірну Канади, з якою працював до 2012 році. У 2013 році Фонсека нетривалий час був виконуючим обов'язки головного тренера національної збірної Канади.

## Титули і досягнення
- Чемпіон Португалії (1):

«Бенфіка»: 1988–1989
- Володар Суперкубка Португалії (1):

«Бенфіка»: 1989